# Atletiek op de Olympische Zomerspelen 2020 – speerwerpen mannen
Het speerwerpen voor mannen  op de Olympische Zomerspelen 2020 vond plaats op woensdag 4 en zaterdag 7 augustus 2021 in het  Olympisch Stadion van Tokio. 

## Records
Voorafgaand aan het toernooi waren dit het wereldrecord en het olympisch record.
| Wereldrecord     | Jan Železný         | 98,48 m | Jena   | 25 mei 1996      |
| Olympisch record | Andreas Thorkildsen | 90,57 m | Peking | 23 augustus 2008 |

## Resultaten

### Kwalificatieronde
Kwalificatieregels: behalen van de kwalificatiestandaard van 83,50 (Q), of deel uitmaken van de 12 bestpresterende atleten (q),
| Rang | Groep | Naam                | Land | #1    | #2    | #3    | Resultaat | Bijz. |
| ---- | ----- | ------------------- | ---- | ----- | ----- | ----- | --------- | ----- |
| 1    | A     | Neeraj Chopra       | IND  | 86,65 | —     | —     | 86,65     | Q     |
| 2    | A     | Johannes Vetter     | GER  | 82,04 | 82,08 | 85,64 | 85,64     | Q     |
| 3    | B     | Arshad Nadeem       | PAK  | 78,50 | 85,16 | —     | 85,16     | Q     |
| 4    | B     | Jakub Vadlejch      | CZE  | 79,27 | 78,96 | 84,93 | 84,93     | Q, SB |
| 5    | A     | Lassi Etelätalo     | FIN  | 84,50 | —     | —     | 84,50     | Q, SB |
| 6    | B     | Julian Weber        | GER  | 84,41 | —     | —     | 84,41     | Q     |
| 7    | A     | Alexandru Novac     | ROU  | 83,27 | 80,90 | x     | 83,27     | q, SB |
| 8    | A     | Vítězslav Veselý    | CZE  | x     | 83,04 | x     | 83,04     | q, SB |
| 9    | B     | Aliaksei Katkavets  | BLR  | 81,08 | 81,73 | 82,72 | 82,72     | q     |
| 10   | B     | Andrian Mardare     | MDA  | 80,69 | 78,95 | 82,70 | 82,70     | q     |
| 11   | A     | Pavel Mialeshka     | BLR  | x     | 82,17 | 82,64 | 82,64     | q     |
| 12   | A     | Kim Amb             | SWE  | 82,40 | 79,87 | x     | 82,40     | q, SB |
| 13   | A     | Ihab Abdelrahman    | EGY  | 81,67 | 81,92 | x     | 81,92     |       |
| 14   | A     | Edis Matusevičius   | LTU  | 79,50 | 81,24 | 80,13 | 81,24     |       |
| 15   | B     | Anderson Peters     | GRN  | 80,42 | 79,71 | 78,28 | 80,42     |       |
| 16   | B     | Keshorn Walcott     | TTO  | 76,13 | 79,13 | 79,33 | 79,33     |       |
| 17   | B     | Oliver Helander     | FIN  | 78,81 | x     | x     | 78,81     |       |
| 18   | A     | Gatis Čakšs         | LAT  | x     | 78,73 | 78,02 | 78,73     |       |
| 19   | B     | Takuto Kominami     | JPN  | 72,56 | 78,39 | 78,07 | 78,39     |       |
| 20   | A     | Cyprian Mrzygłód    | POL  | x     | x     | 78,33 | 78,33     |       |
| 21   | B     | Curtis Thompson     | USA  | 78,20 | 78,09 | 77,89 | 78,20     |       |
| 22   | A     | Norbert Rivasz-Tóth | HUN  | 77,76 | 77,11 | x     | 77,76     |       |
| 23   | A     | Rocco van Rooyen    | RSA  | 77,41 | 74,40 | 74,99 | 77,41     |       |
| 24   | B     | Julius Yego         | KEN  | x     | x     | 77,34 | 77,34     | SB    |
| 25   | A     | Huang Shih-feng     | TPE  | 76,17 | x     | 77,16 | 77,16     |       |
| 26   | A     | Toni Kuusela        | FIN  | 72,75 | 76,96 | x     | 76,95     |       |
| 27   | B     | Shivpal Singh       | IND  | 76,40 | 74,80 | 74,81 | 76,40     |       |
| 28   | B     | Marcin Krukowski    | POL  | x     | 74,65 | x     | 74,65     |       |
| 29   | B     | Odei Jainaga        | ESP  | 73,11 | 70,77 | x     | 73,11     |       |
| 30   | B     | Cheng Chao-tsun     | TPE  | 68,18 | 71,20 | x     | 71,20     |       |
| 31   | B     | Bernhard Seifert    | GER  | x     | x     | 68,30 | 68,30     |       |
|      | A     | Michael Shuey       | USA  | x     | x     | x     | NM        |       |

### Finale
| Rang   | Naam               | Land | #1    | #2    | #3    | #4            | #5            | #6            | Resultaat | Bijz. |
| ------ | ------------------ | ---- | ----- | ----- | ----- | ------------- | ------------- | ------------- | --------- | ----- |
| Goud   | Neeraj Chopra      | IND  | 87,03 | 87,58 | 76,79 | x             | x             | 84,24         | 87,58     |       |
| Zilver | Jakub Vadlejch     | CZE  | 83,98 | x     | x     | 82,86         | 86,67         | x             | 86,67     | SB    |
| Brons  | Vítězslav Veselý   | CZE  | 79,73 | 80,30 | 85,44 | x             | 84,98         | x             | 85,44     | SB    |
| 4      | Julian Weber       | GER  | 85,30 | 77,90 | 78,00 | 83,10         | 85,15         | 75,72         | 85,30     | SB    |
| 5      | Arshad Nadeem      | PAK  | 82,40 | x     | 84,62 | 82,91         | 81,98         | x             | 84,62     |       |
| 6      | Aliaksei Katkavets | BLR  | 82,49 | 81,03 | 83,71 | 79,24         | x             | x             | 83,71     |       |
| 7      | Andrian Mardare    | MDA  | 81,16 | 81,73 | 82,84 | 81,90         | 83,30         | 81,09         | 83,30     |       |
| 8      | Lassi Etelätalo    | FIN  | 78,43 | 76,59 | 83,28 | 79,20         | 79,99         | 83,05         | 83,28     |       |
| 9      | Johannes Vetter    | GER  | 82,52 | x     | x     | Uitgeschakeld | Uitgeschakeld | Uitgeschakeld | 82,52     |       |
| 10     | Pavel Mialeshka    | BLR  | 82,28 | 79,34 | 78,13 | Uitgeschakeld | Uitgeschakeld | Uitgeschakeld | 82,28     |       |
| 11     | Kim Amb            | SWE  | 77,22 | 78,31 | 79,69 | Uitgeschakeld | Uitgeschakeld | Uitgeschakeld | 79,69     |       |
| 12     | Alexandru Novac    | ROU  | 77,03 | 79,29 | x     | Uitgeschakeld | Uitgeschakeld | Uitgeschakeld | 79,29     |       |

1908: Eric Lemming ·
1912: Eric Lemming ·
1920: Jonni Myyrä ·
1924: Jonni Myyrä ·
1928: Erik Lundqvist ·
1932: Matti Järvinen ·
1936: Gerhard Stöck ·
1948: Tapio Rautavaara ·
1952: Cyrus Young ·
1956: Egil Danielsen ·
1960: Viktor Tsyboelenko ·
1964: Pauli Nevala ·
1968: Jānis Lūsis ·
1972: Klaus Wolfermann ·
1976: Miklós Németh ·
1980: Dainis Kūla ·
1984: Arto Härkönen ·
1988: Tapio Korjus ·
1992: Jan Železný ·
1996: Jan Železný ·
2000: Jan Železný ·
2004: Andreas Thorkildsen ·
2008: Andreas Thorkildsen ·
2012: Keshorn Walcott ·
2016: Thomas Röhler ·
2020: Neeraj Chopra ·
2024: Arshad Nadeem